# 报恩寺 (新加坡)
报恩寺（Poh Ern Shih）是新加坡南岸的一座佛寺，坐落于推迁路（Chwee Chian Road）的一个小山顶上，在巴西班让路（Pasir Panjang Road）的不远处。该佛教建筑是为纪念在1942年的巴西班让战役中丧命者而建立的，主要供奉地藏菩萨，其首位住持即是美籍上座部佛教和尚苏曼迦罗法师，他亦是新加坡第一位获任命为佛寺住持的西洋人。
报恩寺于2003年开始重建，现为新加坡第一座结合环保与亲乐龄概念的宗教建筑。报恩寺同佛友联谊会为该国的佛教社群主办各种活动，如佛法开示、契经论述、禅定课程等等，以中、英文教授。

## 历史背景
报恩寺位于新加坡南岸的推迁山山顶上，在巴西班让路附近，山顶的对面能看到鸦片山。19世纪的时候，英国东印度公司在鸦片山山上开鸦片工厂，对来自金三角的生鸦片进行加工，并贩卖到中国和东南亚。二战爆发之前，英国殖民地政府为保护周边军事设施，在推迁山山上置放重型火炮，以防日军从巴西班让沿海发动攻击。
鸦片山是巴西班让战役中，英军马来兵团第一与第二营的最后防御阵线，马来兵团同第二忠诚兵团（2nd Loyals Regiment）从1942年2月8日至14日镇守新加坡西部和南部地区。尽管马来兵团的军火及粮食都所剩无几，不过他们奋力抗战，造成日军重大伤亡，惟日军加派人马，抗战者最终寡不敌众，遭日军诛戮。其中一位马来族军官阿南少尉被日军生擒并施以酷刑，也难逃死劫，他的英勇事迹传遍新马，广为人知。

### 创始人李俊承
二战时期日军侵占新加坡，这场战争夺取了许多士兵和平民的性命，为让这些“冤魂”早日“脱离苦海”，于是报恩寺就这样在推迁山成立了。这座佛寺是慈善家李俊承（1888年－1966年）在1954年创始的，当时为一层楼高，是新加坡少数奉献给地藏菩萨的中国大乘佛寺。
李俊承生于中国福建省永春县，年幼时随同父亲到森美兰州，随即到新加坡建立地产事业。他飞黄腾达，在当地华族社群中担任领导职务，并且成为华侨银行的创办人之一，在日治时期还担任其代理主席。李俊承也奉献于佛教的发展，他参与建设佛教刊物发行中心（1933年）以及新加坡佛教居士林（1934年）。

### 首位西洋住持
苏曼迦罗法师（Sumangalo；1903年－1963年），本名罗伯特·斯图尔特·克利夫顿（Robert Stuart Clifton），于1903年在美国亚拉巴马州伯明翰出生。他在取得了文学博士学位后，在美国讲授佛教，尔后移居亚洲进修佛教，并在老挝加入上座部佛教，取法号苏曼迦罗，意即“非常吉利”。苏曼迦罗法师后来前往马来亚，并于1959年末，与另一位美籍和尚苏悉地法师（Susiddhi）在一次佛法之旅到访新加坡。他在这些地区成立数个青年团和周日学校，功不可没。
1959年1月，苏曼迦罗法师获任为报恩寺的荣誉住持，即成为新加坡第一位西洋佛寺住持。他在新加坡协助毕俊辉将地藏菩萨经从中文翻译成英文，随后回返马来亚的槟城佛学院安度晚年。他在该学院讲授佛法，其授课内容后来编撰为中、英文两版，现仍自由发布。苏曼迦罗法师卒于1963年2月6日，并火葬于槟城。

### 女性佛教先驱
毕俊辉（1906年－1981年）生在中国广州的一个富裕家庭裡，她在家中排行老幺，年幼时母亲带她到槟城受教育。她在1924年参加了剑桥高级考试（Senior Cambridge），然后到福建女校任职英文老师。1927年，她前往广州的中山大学进修，惟母亲得了重病，她只好放弃学业，回返槟城。在槟城的时候，毕俊辉在极乐寺听太虚大师及其门徒慈航法师讲授佛法，随即在慈航法师的门下受教。她于1946年在槟城和新加坡建立菩提学校，促进年轻一代接受佛教教育，同时亦活跃于佛教社群的志工事务。
1959年12月，毕俊辉开始将报恩寺的地藏菩萨经从中文翻译成英文，让受英文教育者也能受惠，苏曼迦罗法师也从旁协助并提供改善建议。1964年，新加坡元首尤索夫·伊萨（后来成为新加坡共和国第一任总统）赐予她公共服务星章，她也在1973年获新加坡共和国第二任总统薛尔思委任为太平绅士。毕俊辉亦曾担任过世界佛教徒联谊会的副会长。1981年，毕俊辉在前往印度的途中逝世。

## 建筑、服务与设施

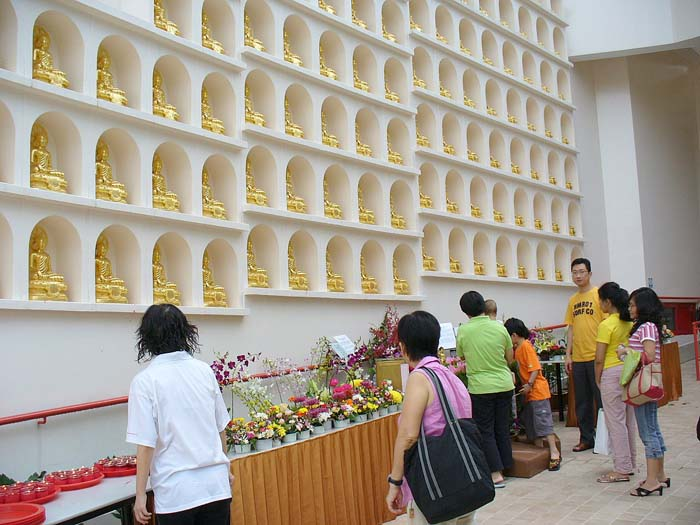
信众在报恩寺的金佛墙庆祝卫塞节

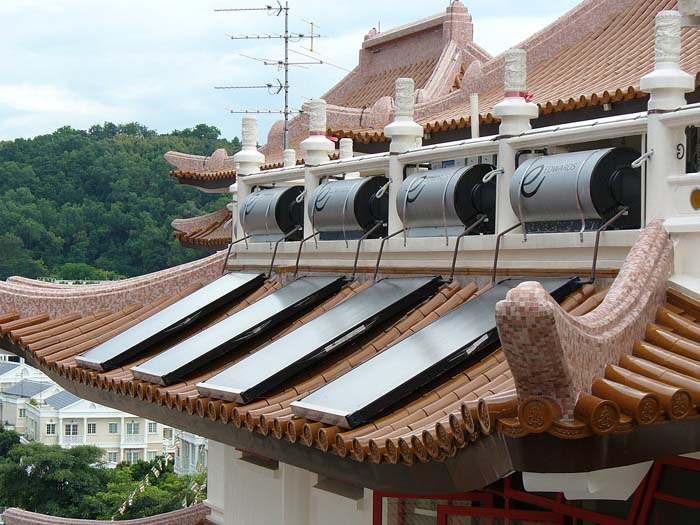
报恩寺的屋顶上装有太阳能板

报恩寺在2003年开始拆除重建，办公楼在2007年4月完工（重建计划第一阶段）。这座六层楼高的大楼由Lee Coo所设计，其也负责设计了光明山普覺禪寺宏船法師纪念堂。焕然一新的报恩寺占地46,938-平方英尺（4,360.7-平方）（永久地契），保有传统建筑特色，同时结合现代环保技术。
报恩寺位于新加坡推迁路9号，该寺主要供奉地藏菩萨，众神包括观音、关帝、韦陀菩萨、十二药叉大将及福禄寿。报恩寺每天开放给公众进出，入场免费。

### 亲乐龄设施
退休律师李文襄是创始人李俊承的孙子，同时也是报恩寺荣誉会长兼首席建筑师，他意识到有很大比例的信众年过六十，故致力于确保寺院方便乐龄人士及轮椅人士进出。报恩寺的车道从大门一直延伸到寺院上层，而且每层楼的地面都是平的。庙内的厕所隔间也都装有呼叫按钮，易于伸手触及，在紧急的情况下也易于从外头解开门锁。

### 环保设施
新加坡阳光充沛，寺院在屋顶上安装三种不同类型的太阳能电池，诸如多晶硅太阳阵、单晶硅太阳阵以及非晶硅太阳阵。另外，报恩寺的用水是由太阳能板加热的，夜间照明也是由太阳能转换成电力发动的。该寺更是竖立风力发电机，将风转化为电力。
报恩寺经地表径流及采用排水沟来收集雨水，并用于灌溉寺院场地，以及发动电力，供寺内电动轮椅电池充电之用。寺院的电力是由院内顶层的用水经水力发电机发动的，另外该寺也安装了净化系统，雨水经过滤后便可饮用。
为充分利用再生资源，报恩寺的僧侣所使用的家具均为竹制，这是因为竹易于采割，被视为最生态友好的原料之一，也无需再种植，在五年之内竹便能再次采收。
报恩寺扩张工程的第二阶段于2008年末完工，主要亮点为：一个全新的地藏主殿和一个观音禅堂、青金岩雕像和一个七层楼的佛塔。

## 近期发展

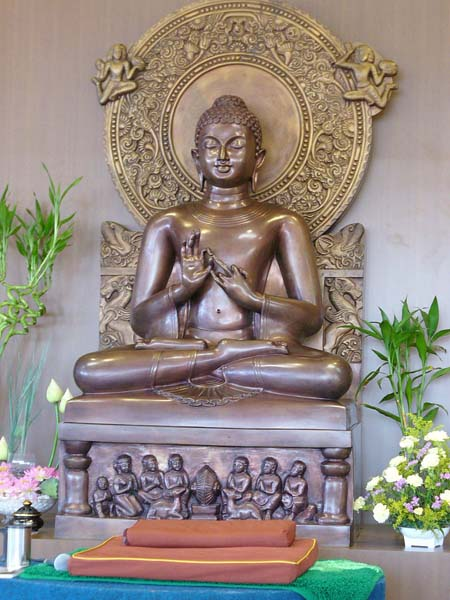
鹿野苑佛像，在报恩寺内的佛友联谊会法堂

为自我振兴、注入新血液，报恩寺同佛友联谊会合作。佛友联谊会是一个无教派的佛教组织，其在新加坡举办创新的项目及活动，以确保以现代的语言和形式弘扬佛法。该组织的2000余成员是讲英语的专业人士，大多数少于45岁。联谊会原本使用巴耶利峇的伊顿（Eton House）租赁空间，李文襄联系了该会会长周安吉（音译），表示有意让出寺院场地，于是联谊会于2007年5月29日迁入报恩寺。该团体主办各种活动，如佛法开示、契经论述、禅定课程等等，由僧团以及著名居士主持。

## 注脚
1. 1 2 3  . Poh Ern Shih.   [5 June 2007]. （原始内容存档于2007年7月14日）.
2. ↑  . National Archives of Singapore.   [5 June 2007]. （原始内容存档于2007-06-05）.
3. ↑  Koh, "Renewing the Temple of Thanksgiving", p. 112.
4. ↑  . Oversea-Chinese Banking Corporation.   [5 June 2007]. （原始内容存档于2012-02-07）.
5. ↑  Ong, "Lee Choon Seng", pp. 48–49.
6. ↑  Piyasilo, 1992h: 1–3.
7. ↑  Piyasilo, 1992: 17–19.
8. ↑  Venerable Sumangalo, p. 4.
9. 1 2  Ong, "Miss Pitt Chin Hui", pp. 111112.
10. 1 2  Koh, "Social Consciousness", pp. 113–114.
11. ↑  “Poh Ern Shih 报恩寺 Bao En Si （页面存档备份，存于）”，廟宫，摘于2016年9月20日。
12. 1 2  Lee Chee Keng. . The Straits Times. 30 May 2007.
13. 1 2  Koh, "Making Good Use of That Which is Abundant", pp. 114–115.
14. ↑  Koh, "Renewable Resources", p. 115.
15. ↑  Koh, "What's in Store", p. 115.
16. ↑  .   [2021-10-05]. （原始内容存档于2019-05-02）.